# Most na Drinie
Most na Drinie (serb.-chorw. Na Drini ćuprija) – powieść jugosłowiańskiego pisarza, późniejszego noblisty, Ivo Andricia, wydana w 1945 roku.
W języku polskim opublikowana w przekładzie Haliny Kality po raz pierwszy w 1956 (wydawnictwo „Czytelnik”), a następnie w kolejnych edycjach (1978, 1985, 1995, 2007) różnych wydawców.

## Treść[1]
Fabuła powieści osadzona jest w bośniackim Višegradzie. Jej akcja rozpoczyna się w czasach panowania osmańskiego w połowie XVI wieku, wraz ze wzniesieniem przez Mehmeda Paszę Sokolovicia tytułowego mostu w roku 1571. Višegrad jest wówczas niewielką osadą (kasaba) handlową w wielkim imperium tureckim, lecz po ukończeniu budowy mostu zyskuje na znaczeniu jako trasa łącząca wschód z zachodem. Most szybko staje się nie tylko budowlą scalającą dwa brzegi, ale również neutralnym miejscem spotkań mieszkańców napawających się pięknym widokiem doliny Driny oraz miejscem najważniejszych wydarzeń lokalnych. Przez kolejne stulecia autor opisuje troski, problemy, zwyczaje i codzienne życie ludzi różnych wyznań i różnych narodowości (Turcy, Bośniacy – islam, Serbowie – prawosławie, Żydzi – judaizm) w miejscowości, gdzie czas zdaje się płynąć wolniej niż wszędzie. Mimo różnic religijnych mieszkańcy miasta potrafili żyć w zgodzie, a tworząc silną społeczność, wspólnie przeciwstawiali się np. okresowej powodzi, która stała się symbolem lokalnej jedności.
Pod koniec XIX wieku Bośnia zostaje zajęta przez Austro-Węgry, których administracja wprowadza niespotykany dotąd porządek i biurokrację, niezrozumiałą dla mieszkańców, którzy choć nieufni, odczuwają zmianę na lepsze. Choć kraj zamienia tylko jedną okupację na inną, autor ukazuje kontrast między brutalnymi i prymitywnymi rządami Turków, a cywilizowanym i tolerancyjnym porządkiem austro-węgierskim. M.in. zbudowana zostaje linia kolejowa łączącą miejscowość z resztą kraju, co wywiera ogromny wpływ na życie mieszkańców. Miasto zatraca swój wschodni charakter; z zachodu napływają nowa moda, języki, pracownicy, kultura, a także socjalistyczne i nacjonalistyczne idee, które wkrótce zaważą na losach społeczności. Nowa ideologia porywa młodych Serbów, wśród których wzmagają się dążenia niepodległościowe. Po zamachu w Sarajewie i wypowiedzeniu wojny Serbii, w okolicy rozpoczynają się walki, a na ulice miasta spadają pociski artyleryjskie.
W zakończeniu powieści do wyludnionego Višegradu wkraczają oddziały serbskie. Most, ukazany wcześniej nie tylko jako dzieło ówczesnej architektury, ale i symbol tego, co niezmienne i trwałe w zawierusze dziejów, zostaje po raz pierwszy dotkliwie uszkodzony. Ponadczasowy, ponadnarodowościowy łącznik między Bośnią a Serbią, między Zachodem a Orientem, zostaje tym samym przerwany. Dwa brzegi Driny znów są od siebie oddalone, podobnie jak oddaliło się społeczeństwo muzułmańskie od serbskiego.

## Konstrukcja[1]
Historia nie ma jednego bohatera. Autor posłużył się bohaterem zbiorowym, którym jest całe społeczeństwo Višegradu, płynnie przechodząc z ukazywania losów jednej postaci do drugiej. Każda historia jest mniej lub więcej związana z tytułowym mostem; również każde wydarzenie dziejowe zamyka wspomnienie nieprzemijalnej odwiecznej budowli.

## Kontekst powstania
Powieść ukazała się dopiero po zakończeniu II wojny światowej, choć Ivo Andrić pisał tę powieść w Belgradzie na przełomie 1942/1943 r. Równocześnie wydano też dwie inne jego powieści (Konsulowie ich cesarskich mości i Panna).